# Олієво-Королівка
Олі́єво-Королі́вка — село на історичному Покутті у Городенківській міській громаді Коломийського району Івано-Франківської області.
Відповідно до Розпорядження Кабінету Міністрів України від 12 червня 2020 року № 714-р «Про визначення адміністративних центрів та затвердження територій територіальних громад Івано-Франківської області» увійшло до складу Городенківської міської громади.
Свято села святкують 6 серпня.

## Географія
Селом протікає річка Семенівка.

## Розташування
Село Олієво-Королівка розташоване на Покутті в Коломийському районі. Лежить поблизу шосе (Р-20), що веде з Городенки через Тлумач до Івано-Франківська. Від Городенки віддалено в західнім напрямі на 15 км, а від Тлумача в східному напрямі близько 36 км. Околиці села — степова рівнина, без гір та лісів та без великої ріки, бо до Дністра, що пропливає найближче 7 км.
Близькими його сусідами є села Рашків, Воронів, Семенівка, Вільхівці, Корнів, Тишківці. До 2020 Олієво-Королівська громада складалася  з двох сіл с.Олієво-Корнів і с. Олієво-Королівка.
Село розташоване 400 м над рівнем моря. До села Олієво-Королівка був ще приєднаний хутір Корнівка — відомий ще від 1467 року, це сучасний район сьогоднішнього фруктового саду села. В наш час там збереглася тільки одна хата, всі інші побудувались в селі, або в інших місцях району. В селі також знаходяться надзвичайно гарні скали з висотою 500 метрів над рівнем моря.

## Населення

### Мова
Розподіл населення за рідною мовою за даними перепису 2001 року:
| Мова       | Кількість | Відсоток |
| ---------- | --------- | -------- |
| українська | 1160      | 99.91%   |
| російська  | 1         | 0.09%    |
| Усього     | 1161      | 100%     |

## Соціальна інфраструктура
- В селі торговельну мережу становлять 9 магазинів.
- Олієво-Королівська дев'ятирічна школа розрахована на 300 учнівських місць і розташована у типовому приміщенні, що було споруджене 1970 року.
- Будинок культури на 360 місць. Штатний персонал — директор, художній керівник.
- Бібліотека нараховує 1500 книг.

## Релігія

### Церкви
В селі діє дві православні церкви:
- Церква Преображення Господнього Королівської Громади.
- Церква Покрови Пресвятої Богородиці Олієво-Королівської громади.

### Священики
Список священиків, які завідували парохією в селі Олієво-Королівка:
| - Іван Заводовський до 1794 - Степан Коляйковський 1794-1814 - Микола Коляйковський 1814-1835 - Григорій Шашкевич 1835 - Михайло Попель 1835-1838 - Клим Карачевський 1838-1841 - Юліан Шухевич 1841-1867 - Тит Бурачинський 1867-1872 - Денис Булинський 1897-1898 - Семен Бурднадз 1898-1914 - Іван Пісецький 1914-1916 | - Іван Лабач 1916-1949 - Микола Корбутяк 1949-1962 - Іван Нага 1962-1965 - Петро Сенич 1965-1967 - Іван Братик 1968-1973 - Петро Данильчик 1973-1980 - Микола Симчич 1980-1981 - Михайло Матіїшин 1981-1990 - Сергій Пода 1990-2000 - Богдан Войтишин 2000 |

### Парохії і Церкви
С. Олієво-Королівка і с. Олієво-Корнів (статистичні підсумки)
Дати і дані зібрані на основі витягів із: а) Шематизму загально почетного клиру львівської греко-католицької метрополітальної архидієцезії за рік Божий 1841, що був виданий латинською мовою ще за час панщини: видав кир Михаїл Левицький, митрополит галицький, архєпископ львівський, єпископ кам'янецький, доктор св. теології.
б) Шематизму клиру всіх українських з'єдинених єпархій, виданого ОО. Василіянами в Жовкві 1924 р.
в) Шематизму всего клиру Греко-католицької єпархії станиславівської — 1930.
г) Шематизму всего клиру Греко-католицької єпархії станиславівської — 1938.
Де можливо затримуємо мову шематизмів, передовсім 1930 і 1938 років.
ПОЯСНЕННЯ і СКОРОЧЕННЯ
до «Парохії і Церкви»
прил. — прилучена церква до парохії
мат., матер. — матірна церква (з осідком пароха)
гр.-кат. — греко-католик
лат. — латинник (римо-католик)
мур. — мурована (церква)
дер. — дерев'яна (церква)
патр. — патрон (колятор, мав право вибору з пропонованих церковною владою кандидатів на парохію)
патрон вільного надання — пароха не затверджує колятор (дідич)
сотр. — сотрудник (священик — помічник пароха)
зав. — завідатель, адміністратор парохії (не потребував затвердження колятора, завідував парохією аж до призначення пароха)
дочерна (церква) — друга церква, приналежна безпосередньо до матірної рік (1880 і под;) при прізвищі — рік народження священика, або побудови церкви
3-кл., 2-кл., 1-кл. (ясова) школа
утркв. — утраквістична школа (з польською і українською мовами навчання)
укр. — українська (школа з українською мовою навчання)
польська — школа з польською мовою навчання.
ШЕМАТИЗМ — збірник статистичних матеріялів про стан парафій і населення в них з поодиноких дієцезій чи єпархій. Це тепер історично дуже важливий документальний матеріял про стан українців у поодиноких єпархіях, бо польська статистика була, звичайно, грубо фальшована.
ОЛІЄВА-КОРОЛІВКА (в шематизмах Олієва Королівська).
В 1841 р. зав. о. Климент Карачевський; патрон — наслідник Йоана Крешуровича. Душ 1050. Філія Олієва — Корнів — 338, Рашків — 488 душ. В 1924 р. парох о. Іван Лабач, душ 2020.
1930 р. Церква Преображення Христового, мур. з 1828 р. Парох о. Йоан Лабач 1876; патр. Ян Вєльовєйскі. В прил. Олієва Корнівська церква Покрова П. Д. М. дер. з 1788 р. В прис. Рашків церква св. Тройці, мур. з 1880 р. Ч. гр.-кат. 1031 і 521 і 924, разом 2476, лат. 135, євреїв 112. Школа в Олієві Кор. з двома силами учительськими, у Рашкові і Олієві Корнівській з одною силою учительською; мова викладова в усіх школах українська.
1938 р. Ч. гр.-кат. в матерній ц. 1067, у прилученій Олієва Корнівська церква нова, збудована 1930 р. гр-кат. 545, у Рашкові 1108, разом 2720, лат. 150, євреїв 93. Школи: в Олієві Корол. і в Рашкові з двома силами, в Олієві Корн. з одною учит. силою; викладова мова в усіх школах українська.

## Короткі історичні дані виникнення села
Сучасне село Олієво-Королівка розташоване в степовій зоні правобережжя Дністра за 12 км від  центру громади і 65 км від обласного центру. Біля села проходить автомагістраль Івано-Франківськ-Городенка. Близькими його сусідами є села Рашків, Воронів, Семенівка, Вільхівці, Корнів. Олієво-Королівська громада складається з двох сіл с. Олієво-Корнів і с. Королівка.
На 01.01.2006 р. у селі було 558 господарств, проживало 1703 чоловік. Площа Олієво-Королівської ради становить 715 га. Село газифіковане. В селі торговельну мережу становлять 9 магазинів. Олієво-Королівська дев'ятирічна школа розрахована на 300 учнівських місць і розташована в типовому приміщенні, що було споруджене 1970 році. Тут навчаються 221 учень, працює 28 вчителів і 8 працівників з обслуговування школи. Будинок культури на 360 місць. Штатні працівники — директор, художній керівник. Бібліотека нараховує 1500 книг, читачів обслуговують 2 бібліотекарі.
В селі діє дві церкви які належать до УПЦ КП. Церква Преображення Господнього Королівської громади. Церква Покрови Пресвятої Богородиці Олієво-Корнівської громади.
В селі була збудована лазня, яка на жаль не працює в даний час. Дитсадок розрахований на 100 місць. Збудовано два будинки для спеціалістів села. Один в центрі села, другий на південному заході села, у яких проживають спеціалісти села. А також збудоване велике овочеве сховище. Збудований ковбасний цех. Є свій кам'яний і піщаний кар'єри.
Село Олієво-Королівка розташоване 400 м над рівнем моря. До села Олієво-Королівка був ще приєднаний хутір Корнівка, це сучасний район сьогоднішнього фруктового саду громади села. В наш час[коли?] там збереглася тільки одна хата, всі інші побудувались в селі, або в інших місцях району.
Село має поділ на місцеві назви: Центр, Підпечерами, Гора, Долинка, Залозами, біля Млина, Набережна, Коноплище. Ці назви пішли в залежності від черговості поселення сімей. Перші поселення були на території Підпечер, там був старий цвинтар, а перша дерев'яна церква у виді костьола була збудована на території старої школи біля колгоспу.
Основним селом від якого утворилось село Олієво-Королівка було село Олієво-Корнів — сучасна частина села Олієва. Всі управи села Олієво-Корнів знаходились в с. Корнів в замку пана. Сільраді підпорядковані населені пункти Новоселівка та Олієво-Корнів. В селі є млин, олійниця, пилорама. Встановлено обеліск полеглим воїнам у Великій Вітчизняній війні і обеліск жертвам репресій комуністичного режиму.
Село Олієво-Королівка згадується в писемних джерелах 80-х років XVIII століття. На території села знайдено кам'яні знаряддя праці доби бронзи, а на полях села Новоселівки виявлено поселення трипільської культури, скарб і поселення епохи пізньої бронзи та поселення черняхівської культури.
Станом на 30 вересня 1921 р. склад населення села був наступний (на підставі перепису населення): Олієво-Корнів: За віросповіданням:
- греко-католики — 441
- римо-католики — 12
- мойс. — 48
- інші — 0

За національністю:
- українці — 402
- поляки — 97
- євреї — 2
- інші — 0

За статтю:
- чоловіки — 238
- жінки — 263

Олієво-Королівка: За віросповіданням:
- греко-католики — 1019
- римо-католики — 130
- мойс. — 29
- інші — 1

За національністю:
- українці — 956
- поляки — 219
- євреї — 3
- інші — 1

За статтю:
- чоловіки — 560
- жінки — 619

Ці дані взяті з документів оригіналів і подались для читача в оригіналі без всяких змін.

## Історія
Олієво-Королівка — село, центр сільської Ради. Розташована за 12 км від районного центру, за 6 км від залізничної станції Окняни. Поблизу села проходить шосе. Населення — 1703 чоловіка. Сільраді підпорядковані населені пункти Новоселівка та Олієво-Корнів.
Місцевий колгосп ім. Калініна має 2817 га землі, млин, олійницю, пилораму. Господарство рільничо-тваринницького напряму.
В селі є дев'ятирічна школа, будинок культури, бібліотека. Встановлено обеліск полеглим радянським воїнам, обеліск жертвам репресій комуністичного режиму.
Згадується село в писемних джерелах 80-х років XVIII століття.
На території села знайдено кам'яні знаряддя праці доби бронзи, а на полях села Новоселівки виявлено поселення трипільської культури, скарб і поселення епохи пізньої бронзи та поселення черняхівської культури.
Приглядаючись точніше даним, наведеним в повищих зіставленнях перепису населення приходимо до висновків:
1) Впадаюча в очі велика різниця між кількістю чоловіків і жінок. Цю обставину не можна інакше з'ясувати як наслідками Першої світової війни. 2) Велика різниця між кількістю населення греко-кат. віросповідання, а кількістю людей, які подали українську національну приналежність, У процентовому відношенні це представляється як 80 % до 73 %. Цих 7 % греко-католиків, які в засаді є і були українцями, вписано на рахунок поляків. Деякі подавалися за поляків зі страху або несвідомости, але переважно — це самовільне фальшування зі сторони офіційних чинників. 3) Велика різниця між кількістю населення, яке заподало єврейське віросповідання, а числом тих, що призналися до єврейської національності. Понад три і пів тисячі подало себе за поляків і в той спосіб збільшило число польського населення повіту.
Цей перепис населення, який в нас в тому часі звали конскрипцією, українське громадянство бойкотувало з уваги на те, що він був ведений, коли на українських землях шалів терор польської окупаційної влади, якої українська спільнота не визнавала. Тогочасний політичний провід — Міжпартійна Рада — підтримувала повністю уряд Західно-Української Народної Республіки під проводом д-ра Є. Петрушевича, який в тому часі був на еміграції.
Багато родин у селі Олієво-Королівка посилали вчитись своїх дітей до сільської школи, а після закінчення 4 класів місцевої школи заможні родини навчали своїх дітей в м. Городенці в загальній 7 класній школі, а також в приватній гімназії. Інші заможні родини навчали своїх дітей в сільськогосподарській школі і в ткацькій школі. Ткацьке ремесло було дуже розвинене в селі. Багато родин мали свої ткацькі верстати і виробляли натуральне полотно.

## Національно-визвольні змагання
Цей розділ присвячується жителям села Олієво-Королівка та Олієво-Корнів нескореним борцям за волю України:
```
Харуку Василю Петровичу 1921 р. н. - 1944 р. – кущовому провіднику ОУН.
Маріяшу Степану Петровичу 1922 р. н. - 1944 р. – сотнику ОУН.
Дем'янчуку Петру Михайловичу 1922 р. н. - 1945 р.
Маріяшу Миколі Григоровичу 1924 р. н. - 1948 р.
Лучаку Миколі Михайловичу 1928 р. н. - 1998 р.
Малому Івану Петровичу 1928 р. н.
Бурнадз Леву-Миколі Семеновичу 1896 р. н. - 1947р.
```

і всім 97 борцям за волю і свободу України.
Грози над краєм. Микола Лучак
Крізь біль і сльози, страждання і муки невиправдану зневагу і замовчування проросли, нарешті, зерна правди про тих, хто палко любив свій рідний край, своє слово, свою неньку-Україну, кого не скорили, коли мучили, били, топтали, розстрілювали. Кожний з них готовий був прорікти: «Караюсь, мучусь, але не каюсь». Багато хто з них віддав на вівтар України найдорожче, що мав, — своє життя.
Жителі села Олієво-Королівки і села Олієво-Корнів були активними учасниками національно-визвольних змагань та національно-культурного відродження. Велику роль у вихованні національної самосвідомості, згуртуванні молоді села, у піднятті рівня їх освіченості відігравали осередки товариства «Просвіта». В Олієво-Королівці він був створений у 1922 р. Очолював його Павлюк Микола. В селі Олієво-Корнів осередок «Просвіти» створено 1923 р. І очолював його Михайлюк Федір. За сприяння цих осередків проводилась різноманітна робота з національного та патріотичного виховання молоді. Зокрема, ставили вистави на історичні та соціально-побутові теми. Під керівництвом дяка Бідака Михайла було створено хор. Розучували церковні і народні пісні. Павлюк Микола вчив молодь танцювати. Активними учасниками «Просвіти» були Мала Марія, Дем'янчук Петро, Бідак Михайло, Макогін Петро, Яковишин Андрій, Паньків Федір та інші. Саме осередки товариства «Просвіти» створили той благодатний ґрунт, на якому зросли справжні борці за волю і незалежність України. Уже в кінці 1930-х років в селі працювало підпілля ОУН. Його членами були Баран Микола — син Петра, Воробець Василь — син Петра, Кубієвич Микола та інші. Більшість з них у 1940 році була заарештована органами НКВД.
Підпілля відновило свою діяльність лише за сприяння тодішнього директора Олієво-Королівської школи Баб'юка Богдана Михайловича в такому складі: Харук Василь Петрович — станичний (з осені 1942 року — кущовий провідник Олієво-Королівки і Олієво-Корнева), Мар'яш Степан Петрович — член ОУН (з осені 1942 — станичний), Ільчишин Дмитро Михайлович — член ОУН, Дем'янчук Петро Ількович — член ОУН. Така ж організація створюється і в селі Олієво-Корневі. До її складу входили: Баб'юк Богдан Михайлович — 1920 р. н., станичний, згодом став уповноваженим районного провідника, Паньків Петро Ількович — 1921 р. н., спочатку член ОУН, потім — станичний, Прокіпчук Степан Петрович — 1909 р. н., член ОУН, Паньків Петро Дмитрович — 1915 р. н., член ОУН, Паньків Михайло Дмитрович — 1921 р. н., член ОУН, Думанський Данило Васильович — 1920 р. н., член ОУН. Організації ставили своїм завданням згуртовувати молодь, залучати її до ОУН, боротися за незалежність України. Підтримували зв'язки з підпіллям ОУН навколишніх сіл, з районним керівництвом. Злагоджено і організовано проходили вишкіл в селі Чернятин. За 1941—1944 р.р. осередки ОУН зміцнились організаційно і кількісно, багато юнаків і дівчат стали її активними членами. Та, з іншого боку, ще в роки війни органи НКВД робили свою чорну справу. Так до села в 1943 році прибуло двоє молодих хлопців. Назвались гуцулами і наймались працювати до багатших селян. Зуміли втертись у довір'я молоді села. Багато чого вивідали і коли в село 24 березня 1944 року прийшла червона армія-«визволителька», то зразу почались масові арешти, знаходились зрадники і серед своїх.
За період 1930—1950 р.р. багато членів ОУН було заарештовано, розстріляно, відправлено в тюрми, табори, репресовано їх рідних. Сотні знівечених доль, страчених життів.
Олієво-Королівка.
1. БАРАН Максим — син Василя, 1908 р. н. член УВО з 1928 року та член ОУН — з 30-х років. Освіта — 7 класів, селянин, брав активну участь в громадсько-політичній роботі села, до війни довший час був головою кооперативи в селі. Після війни активно допомагав підпіллю ОУН і працював головою сільської крамниці. У серпні 1948 року був заарештований органами НКВД і Особливою нарадою при МГБ СРСР засуджений на 10 років. Строк відбував в таборах ГУЛАГу в Комі АРСР до 1955 року. Помер вдома 16 травня 1956 року і похований в селі. Реабілітований 24.03.1993 р.
2. БАРАН Марія — дочка Дмитра, 1905 р.н. Селянинка-одноосібниця (мала 6 га землі). В 1948 р. засудили на 5 років позбавлення волі. Після звільнення повернулася в село. Померла і похована в селі.
3. БАРАН Микола — син Петра, 1896 р.н., член ОУН. Освіта — 4 класи, селянин. Заарештований 10.04., засуджений 2.11.1940 року на 8 років. Загинув у Станіславській тюрмі.
4. БАРАН Федір — син Олекси, 1894 р. н., член ОУН. Освіта — 4 класи, селянин. Арештований органами НКВД в 1945 році і загинув у Станіславській тюрмі.
5. БІДАК Павло — син Михайла, 1924 р. н., член ОУН з 1943 року. З 1944 року — в УПА, псевда «Петро» та «Комар». Загинув 24.05.1951 року в Карпатах.
6. БІЛИЙ Степан — син Павла, 1881 р. н., селянин освіта — 4 класи. Арештований 10.04.1940 року і засуджений органами НКВД на 8 років. Загинув у тюрмі
7. БУРНАДЗ Лев-Микола — син Семена, 1896 р.н. Народився у родині Симона Бурнадза, Греко-католицького пароха села Олієво-Королівки. В дитинстві осиротів. Після закінчення гімназії його призвали в австрійську армію, звідки потрапив на італійський фронт. Був поранений. Під час визвольних змагань 1918-20 років був четарем УГА. Командував евакуацією з Городенки перед румунською окупацією. Перейшов на Східну Україну разом із частинами УГА. В Жмеринці переніс сипний тиф. Після закінчення війни поступив у Станіславівську духовну семінарію. У 1931 році вивчений на греко-католицького священика. Спочатку працював в Сільці Езупільського деканату, потім парохом міста Городенки і в кінці катехитом в Станиславі. Отець Лев Бурнадз мав часті конфлікти з польськими старостами, які не змогли простити йому того, що він був в УГА. Отець Лев дуже переживав за долю греко-католицької церкви і не хотів зректися своєї віри. За те його 29 серпня 1945 року заарештували в селі Олієво-Королівці, коли він приїхав до своїх родичів (сам він прийняв обіт безженства). 13 червня 1946 року, після відмови підписатися і перейти у православну віру Московського патріархату, він був засуджений Військовим трибуналом на 7 років позбавлення волі, 3 роки позбавлення прав з конфіскацією майна. Звинувачення: Священик УГКЦ, у с. Олієво-Королівці проводив «антирадянську агітацію». В тюрмі він підтримував дух товаришів по неволі. В одному з листів писав: «Нас тут в Ясеноватій тюрмі було 21 священик, тепер остався я один. Одних перевели в інші табори, а другі пішли на вічну волю». Дуже переживав за долю УГК церкви. Отець Лев Бурнадз помер у тюремній лікарні ст. Чумаково 23 листопада 1947 року. Помер на гробі 21693 ГЗЗ. Реабілітовано посмертно 11 січня 1994 року. Життєвий шлях отця Л. Бурнадза та й інших священиків, які були засуджені по тюрмах, знищені, переслідувані, ніколи не зникнуть з людської пам'яті. Вони гідно несли свого хреста, ставши мучениками за УГКЦ. Скільки ж ти, Україно, втратила своїх синів, яких ворог безпощадно нищив, щоб після них й сліду не зосталося на землі! Але слід таки є. І пам'ять про них не померкне.
8. ВОРОБЕЦЬ Анастасія — дочка Григорія. 1913 р.н. Діячув ОУН, одружена, чоловік вбитий на фронті. Селянка. Освіта — початкова. Заарештована 28.11.1945 року, звинувачення: в травні 1945 року вступила в ОУН, станична с. Олієво-Королівка, постачала продукти для УПА. Була під слідством у Коломийській тюрмі, слідчий лейтенант Костик, засуджена Військовим трибуналом 12.03.19946 року за ст. 54-1 а на 10 років позбавлення волі, 5 років позбавлення прав з конфіскацією майна. Звільнена з ув'язнення 28.10.1955 року. Реабілітована 20.02.1992 року.
9. ВОРОБЕЦЬ Марія — дочка Дмитра, 1914 р.н. Діячка ОУН, пс. «Наталка». Селянка. Освіта — початкова. Була господарча станична ОУН. Заарештована 23.05.1946 року і засуджена Військовим трибуналом 22.04.1947 року на 3 роки позбавлення волі, 3 роки позбавлення прав. Звільнена з ув'язнення 27.08.1947 року. Прибула до села і жила там. Реабілітована 25.01.1992 р.
10. ГИШКО Василь — син Юрія, 1926 р.н. Член ОУН, пс. «Хортиця». Освіта — початкова. Проживав у селі, працював експедитором цукрового заводу. Заарештований за те, що "Вивчав «Історію України». Засуджений Військовим трибуналом 22.06.1946 р. на 10 років позбавлення волі, 5 років позбавлення прав з конфіскацією майна. Реабілітований 4.08.1992 р.
11. ГОГОЛЬ Данило — син Параски. 22.01.1928 р. н. Член Юнацтва ОУН. Селянин, неодружений. Освіта — 7 класів. Заарештований 1.08.1945 р. Засуджений Військовим трибуналом 6.07.1946 р. за ст.ст. 54-1 а, 54-11 на 10 років позбавлення волі. Звільнений з ув'язнення 19.07.1954 року. Повернувся в село. Одружився. Живе в селі.
12. ГОРОБЕЦЬ Василь — син Петра, 1910 р. н., член ОУН з 1938 року. Освіта — 4 класи, селянин, брав активну участь в громадській роботі села. Заарештований гестапо, загинув у німецькому концтаборі в 1943 році.
13. ГРОМ'ЯК Василь — син Миколи, 1921 р. н., член ОУН з 1942 року. Освіта — 6 класів, селянин, неодружений. В 1944 році сходить у підпілля ОУН-УПА і в тому ж році за донесенням сексота був оточений у «Печерах» села Королівки. 5.09.1944 року засуджений Військовим трибуналом на 20 років каторжних робіт. Дальша доля його невідома. Реабілітований 18.02.1994 р.
14. ГРОМ'ЯК Микола — син Миколи, 1.06.1930 р.н. Член Юнацтва ОУН. Селянин, неодружений. Освіта — 4 класи. Заарештований 12.03.1946 р. Звинуваченн: "У лютому 1945 р. вступив у члени контрреволюційної ОУН, мав псевдо «Хмара». Під слідством був у Коломийській тюрмі № 2, слідчим був лейтенант Казаков. 4.06.1946 р. засуджений Військовим трибуналом за ст.. 54-1 а на 10 років позбавлення волі. Звільнений 29.09.1954 р., а випустили 23.11.1954 р. Живе в селі. Реабілітований 24.01.1992 р.
15. ДАНИЛЮК Анастасія — дочка Дмитра, 1920 р.н. Діячка ОУН. Селянка. Освіта — початкова. Була зв'язковою ОУН. Заарештована 4.06.1945 р. і засуджена Військовим трибуналом 28.08.1945 р. на 10 років позбавлення волі, 5 років позбавлення прав з конфіскацією майна. Звільнена з ув'язнення 26.11.1954 р. Після звільнення повернулася в село. Реабілітована 24.06.1992 р.
16. ДЕМ'ЯНІВ Василь — син Олекси, 1927 р. н., псевдо «Влодко», член Юнацтва ОУН з 1943 року. Освіта — 7 класів. У 1944 році пройшов вишкіл, був забраний в армію і поранений на японському фронті. В 1945 році повернувся додому, зв'язався з підпіллям, був прийнятий в члени ОУН в 1946 році. Сходить в підпілля в 1948 році і працює керівником кущового проводу. У криївці на
«Маничці» села Королівки був поранений і арештований. Загинув 8.02.1948 року. Неодружений.
17. ДЕМ'ЯНЧУК Варвара — дочка Тимка. 1905 р.н., симпатик ОУН. Освіта — 5 класів, селянка. Працювала головою сільської ради, допомагала підпіллю і за це була повішана спецгрупою НКВС під виглядом бандерівців у 1945 році.
18. ДЕМ'ЯНЧУК Олекса — син Івана, 1922 р.н., член ОУН з 1942 року. Освіта — 6 класів, селянин. Захоплений у «Печерах» с. Королівки без свідомості в 1944 році. Тоді ж був засуджений на 15 років каторги і загинув у таборах ГУЛАГу. Дата і місце смерті — невідомі. Неодружений.
19. ДЕМ'ЯНЧУК Олексій — син Степана, 1898 р.н. Селянин-одноосібник. Член ОУН. Освіта — початкова. Заарештований 15.05.1944 року: Звинувачення: «Проводив антирадянську агітацію, брав участь у побудові могили борцям за волю України». 28.06.1945 року направлений в спецтабір НКВД. Дальша доля його невідома. Реабілітований 3.04.1948 р.
20. ДЕМ'ЯНЧУК Петро — син Ілька, 1923 р.н., член ОУН з 1943 року. Освіта — 7 класів, селянин, неодружений. В 1943 році сходить в підпілля, захоплений у «Печерах» с. Королівки. Був ранений в шию. Загинув у Снятинській тюрмі в 1944 році.
21. ДЕМ'ЯНЧУК Петро — син Михайла, 1922 р.н., псевдо «Граніт», член ОУН з 1941 року. Освіта — 7 класів. З 1944 року сходить в УПА, потім працює помічником кущового провідника. Загинув 21.12.1945 року разом з «Степаном» (Бойчук Дмитро — син Юрка,
1921 р.н.) із села Рашкова у хаті Пирога Михайла в селі Олієво-Королівці. Щоб не здатися живими, знищили документи і застрілилися. Батьків вивезли в Сибір.
22. ДЕМ'ЯНЧУК Юрій — син Миколи, 1922 р.н., член ОУН з 1943 року. Освіта — 6 класів, селянин, брав активну участь у громадській роботі села. В 1944 році сходить у підпілля. Був оточений військами НКВД в «Печерах» с. Королівки, арештований непритомним. Помер 29.06.1944 року у Снятинській тюрмі. Справу припинено.
23. ДЗЬОМБАК Василь — син Дмитра, 29.08. 1929 р.н. Освіта — 7 класів, неодружений. Член Юнацтва ОУН. Родом із села Тишківці. 17.03.1941 р. заарештований і потім засуджений на 10 років позбавлення волі й 5 років позбавлення прав. Був у таборах в Омську, у Красноярському краю, у Балкаші.
24. ДУМАНСЬКИЙ Степан — син Михайла 1922 р.н. Член ОУН, пс. «Малий». Освіта — початкова. Продавець. Станичний ОУН. Заарештований органами НКВД, засуджений Військовим трибуналом 15.05.1946 року на 10 років позбавлення волі, 3 роки позбавлення прав. Реабілітований 22.05.1994 р.
25. ЖОНДЗІНСЬКИЙ Мар'ян — 1895 р.н., селянин, освіта — 5 класів. У квітні 1940 року арештований органами НКВД, був суджений в Станіславській тюрмі. Дата смерті — невідома.
26. ІВАНКІВ Ганна — дочка Василя, 10.03.1927 р.н. Діячка Юнацтва ОУН, пс, «Тая». Селянка. Освіта — початкова. Заарештована 28.05.1945 р. Звинувачення: «Член ОУН, пс. „Тая“, кур'єрка ОУН». З червня 1945 р. етапована в спецтабір НКВД. 15 березня 1947 р. справа припинилася. Звільнена з ув'язнення 25.03.1947 р. Живе в селі. Реабілітована 11.05.1993 р.
27. ІЛЬЧИШИН Дмитро — син Михайла. 1926 р.н., член ОУН з 1942 року. Освіта — 5 класів, селянин. В 1944 році сходить в підпілля. Взятий з «Печер» і арештований. Засуджений Військовим трибуналом 5.09.1944 р. на 15 років каторжних робіт і 5 років позбавлення прав з конфіскацією майна. Покарання відбував в таборах ГУЛАГу на Воркуті, де й загинув. Реабілітований посмертно 8.11.1993 р. Батьків вивезли в Красноярський край.
28. КОВТЮК Іван — син Петра, 1911 р.н., член ОУН з 1941 року. Освіта — 4 класи, селянин. В 1944 році сходить в підпілля. Був підступно арештований і засуджений на 20 років каторги та 5 років позбавлення прав. Строк відбував у таборі селища Сусуман на Колимі, де працював у вугільній шахті. Після відбуття строку був на спецзасланні на Уралі і там загинув. Сім'я його була вивезена в Сибір. Реабілітований посмертно 18.02.1994 р.
29. КОЗОРІЗ Марія — дочка Олексія, 28.07.1923 р.н. Селянка. Освіта — початкова. Діячка ОУН. 24Л 0.1945 р. заарештована за те, що вона «з липня 1945 р. кур'єр УПА». Засуджена Військовим трибуналом 12.03.1946 р. за ст. 54-1 а на 10 років позбавлення волі, 5 років позбавлення прав з конфіскацією майна. У Коломийській тюрмі слідство проводив лейтенант Костин. Звільнена з ув'язнення 5.06.1955 р. Повернулася в село. Реабілітована 9.07.1992 р. Живе в селі.
30. КОЗОРІЗ Микола — син Федора, 1916 р.н., член ОУН з 1942 року. Освіта — 4 класи, селянин. В 1944 році сходить в підпілля. Потім був заарештований з «Печер» і загинув в 1944 році в Снятинській тюрмі. Місце поховання невідоме. Реабілітований посмертно 5.07.1944 р. Дружину і дітей вивезли в Комі АРСР, м. Печору.
31. КУБІЄВИЧ (Масевич) Анастасія — дочка Григорія, 12.06.1926 р.н. Селянка. Освіта — початкова. Діячка ОУН, пс. «Ліра», зв'язкова ОУН. За це була заарештована 27.05.1945 р. Засуджена Військовим трибуналом 22.04.1947 р, на 3 роки позбавлення волі й 3 роки позбавлення прав. Звільнена з ув'язнення 27.08.1997 року. Після звільнення повернулася в село. Одружилася. Реабілітована 25.01.1992 р. Живе в селі.
32. КУБІЄВИЧ Микола — (по батькові — невідомо), 1905 р.н., член ОУН з 1938 року, освіта — 4 класи, селянин. В 1944 році сходить в підпілля, арештований з «Печер» і загинув у Снятинській тюрмі. Місце поховання невідоме. Реабілітований посмертно 5.07.1994 р.
33. ЛУЧАК Микола — син Михайла, 1928 р.н. Член Юнацтва ОУН, пс. «Остап», з селян. Навчавсь на однорічних курсах учителів у м. Коломиї. Забрали 17 лютого, а заарештований 25.02.1946 р. Звинувачення: «У січні 1945 р. вступив у молодіжну ОУН, пс. „Остап“, брав участь у зібранні, мав на озброєнні гвинтівку». Під слідством був у Коломийській тюрмі. Слідчий лейтенант Авдеєв. Засуджений Військовим трибуналом 10.06.1946 року за ст.ст. 54-1 а, 54-11 на 10 років позбавлення волі з конфіскацією майна. Був у Кіровській області, Канський
район, п/я Волосниця, п/я 2-19 до 1949 р., а потім у Караганді, пс. Майкадун у кам'яному кар'єрі. Звільнений з ув'язнення 11.06.1954 р. Повернувся в село. Одружився. Працював на будівництві у м. Городенці. 11.02.1998 р. помер у селі й похований на сільському цвинтарі.
34. МАЗУР Ганна — дочка Петра, 1919 р.н. Діячка ОУН, псевдо «Ірина». Селянка. Освіта — початкова. За те, що заготовляла продукти для УПА, була в 1945 р. заарештована і засуджена Військовим трибуналом 22.04.1947 р. на 3 роки позбавлення волі і 3 роки позбавлення прав. Після звільнення повернулася в село. Реабілітована 2.11.1992 р.
35. МАЗУР Ілля — син Петра, 1923 р.н. з бідняків, одружений. Освіта — 4 класи. Працював у радгоспі «Якубівка» робітником. Заарештовано 24.03.1951 року. Звинувачення: «Учасник ОУН, зв'язковий між селами Рашків і Олієво-Королівка.» У Станіславській тюрмі слідство проводив капітан Пирогов. 19.06.1951 р. засуджений Військовим трибуналом за ст. 20-54-1 а на 25 років позбавлення волі, 5 років позбавлення прав з конфіскацією майна. Звільнений з ув'язнення 24.02.1955 р.
36. МАКОГІН Василь — син Михайла, 1929 р.н. Член Юнацтва ОУН, пс. «Іскра». Селянин, неодружений. Освіта — початкова. Працював зв'язковим ОУН. Заарештований і засуджений Військовим трибуналом 22.06.1946 р. на 10 років позбавлення волі, 5 років позбавленим прав з конфіскацією майна. Реабілітований 4.08.1992 р.
37. МАКОГІН Ганна — дочка Олексія, 21.10.1926 р.н. Симпатик ОУН. Селянка-колгоспниця. Освіта — початкова. 17.11.1949 р. заарештована за те, що «переховувала учасників УПА». 6.05.1950 р. засуджена Особливою нарадою при МГБ СРСР на 10 років позбавлення волі з конфіскацією майна, звільнена з ув'язнення 27.04.1956 р. Реабілітована 13.03.1992 р. Живе в селі.
38. МАКСИМІВ Анастасія — дочка Йосипа, 7.02.1911 р.н. Селянка. Освіта — 2 класи. Колгоспниця. 7.12.1949 р. заарештована органами НКВД за те, що «Переховувала членів ОУН, постачала їх продуктами». Засуджена 1.04.1950 р. Особливою нарадою при МГБ СРСР на 5 років позбавлення волі. Звільнена з ув'язнення 1.06.1953 року. Реабілітована 14.07.1992 р.
39. МАЛИЙ (ЧОРНОПИСЬКА) Ольга — дочка Михайла, 1928 р.н. Учасниця Юнацтва ОУН. Селянка, неодружена. Освіта — 7 класів. 29.05.1945 р. заарештована і звинувачена: «Член ОУН, кур'єрка ОУН». 3.06.1945 р. етапована в спецтабір НКВД. Військовий трибунал 22.04.1947 р. засудив її на 3 роки позбавлення волі й 3 роки позбавлення у правах умовно. З-під варти звільнена 22.04.1947 р. Реабілітована 2.11.1992 р.
40. МАЛИЙ Іван — син Петра, 4.07.1928 р.н. Член Юнацтва ОУН, пс. «Підкова». Освіта — 6 класів. З селян, неодружений. Працював ветеринарним санітаром Городенківської ветлікарні. Заарештований 25.02.1946 року. Звинувачення: «Член молодіжної ОУН, пс. „Підкова“, відвідував зібрання, носив оунівські естафети». У Коломийській тюрмі слідство у нього приводив лейтенант Авдєєв. 10.06.1946 р. Засуджений Військовим трибуналом за ст.ст. 54-1 а, 54-11 на 10 років позбавлення волі з конфіскацією майна. В ув'язненні був у таборах Караганди, Кіровської області. Його табірний № М-141. Звільнений з ув'язнення 12.02.1955 року. Повернувся в село. Одружився. Реабілітований 30.09.1991 р. Живе в селі.
41. МАЛИЙ Марія — дочка Петра, 1900 р.н. Діячка ОУН, пс. «Дівена». Селянка, одружена. Освіта — 2 класи. Заарештована. Звинувачення: «Член ОУН, заготовляла продукти для УПА». Засуджена Військовим трибуналом 22.04.1947 р.н. на 3 роки позбавлення волі й 3 роки й позбавлення прав. Реабілітована 18.11.1992 р.
42. МАЛИЙ Марта — дочка Петра, 1890 р.н. Заарештована 27.05.1945 р. Направлена в спецтабір НКВД. Засуджена в 1947 р. на 3 роки позбавлення волі.
43. МАНДИЧ Анастасія — дочка Петра, 1926 р.н. Симпатик ОУН. Кур'єрка УПА. Селянка. Освіта — початкова. Заарештована 24.10.1945 р., а потім засуджена Військовим трибуналом 12.03.1946 р. на 10 років позбавлення волі й 5 років позбавлення прав з конфіскацією майна, за ст. 54-1а, 54-11. Слідство у Коломийській тюрмі проводив слідчий лейтенант Костин. Реабілітована 20.02.1992 р.
44. МАНДИЧ Федір — син Василя, 1898 р.н. Селянин-куркуль (мали 7 га землі). У 1948 р. Був засуджений на 10 років позбавлення волі.
45. МАР'ЯШ Марія — дочка Петра, 1926 р.н. Діячка ОУН, псевдо «Олена». Селянка. Освіта — 5 класів. Заарештована 27.05.1945 р. органами НКВД, засуджена Військовим трибуналом 22.04.1947 р. на 7 років позбавлення волі і 3 роки, позбавлення прав. Реабілітована 7.10.1992 р.
46. МАР'ЯШ Микола — син Василя, 1924 р.н. член ОУН з 1943 року. Освіта — 6 класів, селянин. В 1944 році сходить в підпілля. Був арештований з «Печер». Загинув у Снятинській тюрмі 12.07.1944 р. Місце поховання невідоме, справу припинено 13.07.1944 року.
47. МАР'ЯШ Микола — син Григорія, 16.03.1924 р.н., член ОУН з 1942 року. Закінчив сільську школу, навчався в першому класі Городенківської гімназії, а потім у середній школі. В 1944 році забрали в армію. Після армії працював вчителем у школі. В серпні 1948 року його викликали до хати Дем'янчука Панька, у якій був офіцер КГБ Крутов із спецбоївкою, який його і застрілив. Вдома залишилися дві маленькі дочки і дружина. Після цього до дружини приходив начальни КГБ Антонов разом з секретарем сільради Петром Пирогом, який наказав дружині казати людям, що її чоловіка вбили бандерівці, а якщо не буде мовчати і так говорити, то її вивезуть у Сибір. Похоронений в селі.
48. МАР'ЯШ Степан — син Петра, 1922 р.н., член ОУН з 1943 року, пс. «Дуб». Освіта — 5 класів, селянин. В 1943 пройшов вишкіл у Карпатах. В 1944 році сходить в підпілля, був сотником ОУН, був оточений в «Печері» села Королівки і, щоб не здатися живим, застрілився сам. Батьків вивезли в Сибір. 11.07.1993 р. його перезахоронено на цвинтарі в селі.
49. МАСЕВИЧ Ілько — син Дмитра, 1890 р.н., член ОУН з 1938 року. Освіта — 4 класи, селянин. 10.04.1940 року заарештований органами НКВД. Був засуджений
на 8 років і потім загинув у тюрмі. Дата та місце захоронення — невідомі. Реабілітований посмертно 30.06.1989 р.
50. МАСЕВИЧ Микола — син Михайла, 1923 р.н., член ОУН з 1943 року. Освіта — 5 класів, селянин. В 1944 році сходить в підпілля, потім потрапляє на засідку, де й був заарештований. Загинув у таборі ГУЛАГу. Дата і місце смерті — невідомі.
51. ПАНЬКІВ Степан — син Миколи, 1926 р.н. Член Юнацтва ОУН, пс. «Хорт». Селянин, освіта — початкова. Заарештований за те, що "Вивчав «Історію України». 22.06.1946 р. засуджений Військовим трибуналом на 10 років позбавлення волі, 5 років позбавлення прав з конфіскацією майна. Реабілітований 4.08.1992 р.
52. ПАНЬКІВ Федір — син Гаврила, 1892 р.н. Освіта — 7 класів, селянин. За німецької окупації селяни обрали його війтом. За допомогу підпіллю ОУН був заарештований гестапо і в 1943 році загинув у німецькому концтаборі.
53. ПАНЬКІВ Федір — син Дмитра, 1893 р.н., член ОУН з 1941 року. Селянин. Брав активну участь у громадському житті села. За співпрацю з ОУН заарештований 6.07.1950 року та засуджений Особливою нарадою при МГБ СССР 19.08.1950 р. на 10 років. Повернувся з таборів ГУЛАГу в 1955 році і помер вдома у 1973 році. Реабілітований посмертно 24.11.1989 р.
54. ПЕРІГ Василь — син Івана, 1922 р. н Селянин. Освіта — початкова. Вояк УПА. Заарештований 26.06.1944 р. Помер в ув'язненні 15.07.1944 року під час слідства. Місце поховання — невідоме. Реабілітований 19.07.1944 р.
55. ПЕРІГ Михайло — син Ілька, 1922, р.н. Селянин. Освіта — початкова. Симпатик ОУН. Заарештований в 1946 році. Звинувачення: «Мав зв'язок з УПА». Засуджений Військовим трибуналом 7.02.1947 р. на 10 років позбавлення волі, 5 років позбавлення прав з конфіскацією майна. Реабілітований 26.11.1992 р.
56. ПЕРІГ Михайло — син Петра, 1926 р.н. Селянин, неодружений. Освіта — 6 класів. Член Юнацтва ОУН, пс. «Лобода». Заарештований 1.03.1946 р. Звинувачення: «У січні 1945 р. вступив у молодіжну ОУН, пс. „Марко“, брав участь у зібраннях». Був у Коломийській тюрмі, слідство проводив лейтенант Авдєєв. Засуджений Військовим трибуналом 10.06.1946 року за ст.ст. 54-1 а, 54-11 на 10 років позбавлення волі, 5 років позбавлення прав з конфіскацією майна. Був у таборах в Кірові, Караганді, Калінінграді. Звільнений з ув'язнення 28.02.1955 р. Довго не прописували в селі. Працював на будові у ПМК м. Городенки, а пізніше в селі. Брав участь у будові каплички та пам'ятника «Борцям за волю України». Помер.2.1.11.1.993 р. і похований в селі на цвинтарі. Реабілітований 30.09.1991 р.
57. ПЕРНАРОВСЬКИЙ Дмитро — (по батькові — невідомо), 1910 р.н. Освіта — 4 класи, селянин. В його господарстві була криївка. В 1949 році був заарештований за допомогу ОУН і засуджений на 25 років. До 1956 року перебував у таборах ГУЛАГу. Повернувся і помер у 70-роках,
58. ПИРІГ Микола — син Івана, 1926 р.н., член Юнацтва ОУН з 1942 року, освіта — 7 класів. Вояк УПА. Брав активну участь у культурно-громадському житті села. В 1944 році сходить у підпілля. За донесенням сексота був заарештований і загинув у Снятинській тюрмі НКВД в 1944 році.
59. ПИРІГ Михайло — син Ілька, 1928 р.н., член Юнацтва ОУН з 1944 року. Освіта — 7 класів. В 1945 році був заарештований органами НКВД. Засуджений Військовим трибуналом 3.02.1947 р. на 10 років позбавлення волі та 5 років позбавлення прав. Загинув у таборі ГУЛАГу. Дата і місце смерті ще невідомі. Реабілітований 26.11.1992 р.
60. ПИРІГ Петро — син Дмитра, 10.07.1928 р.н. Член Юнацтва ОУН, пс. «Кавун». Селянин, працював у своєму господарстві. Неодружений. Освіта — 4 класи. Заарештований 26.02.1946 р. Звинувачення: «У січні 1945 р. вступив в молодіжну ОУН, пс. „Кавун“, брав участь у зібраннях, носив оунівські естафети». У Коломийській тюрмі № 2 слідство у нього проводив лейтенант Авдєєв. 10.06.1846 р. засуджений Військовим трибуналом за ст.ст. 54-1 а, 54-11 на 10 років позбавлення волі з конфіскацією майна. Звільнений з ув'язнення 8.06.1954 р. Реабілітований 25.10.1991 р.
61. ПРОКОПЧУК Петро — син Василя. 22.04 1928 р.н. Член Юнацтва ОУН, пс. «Орел». Освіта — 6 класів. Селянин. За допомогу підпіллю ОУН заарештований 10.03.1946 р. Під слідством був у Коломийській тюрмі. Слідчим був лейтенант Авдєєв. Засуджений Військовим трибуналом 10.06.1946 р. на 10 років позбавлення волі, 5 років позбавлення прав з конфіскацією майна. Звинувачення: «У січні 1945 р. вступив у молодіжну ОУН, пс. „Орел“, носив оунівські естафети». Відбув в ув'язненні 9 рокіз та 11 днів. Звільнений 11.03.1955 року. Повернувся з ув'язнення, одружився. Працював будівельником. Реабілітований 30.09.1991 р.
62. ПУЛЬКА Василь — син Федора, 1928 р. н., член Юнацтва ОУН з 1944 року. Освіта — 7 класів. В 1944 році заарештований органами НКВД і засуджений на 10 років. Був у таборах Кіровської області та в Карелії. Помер в 1971 році. Реабілітований посмертно 30.09.1991 р.
63. ПУЛЬКА Дмитро — син Миколи, 1929 р.н., член Юнацтва ОУН з 1944 року. Освіта — 7 класів. В 1946 році заарештований і засуджений на 10 років. Відбував строк у Дрогобицькій тюрмі для малолітніх, а потім в таборах ГУЛАГу в Сибіру. Звільнений з ув'язнення 9.07.1954 р. Помер на спецзасланні в Омській області. Реабілітований посмертно 30.09.1991 р.
64. ПУЛЬКА Микола — син Лук'яна, 1906 р.н., член ОУН з 1940 року. Освіта — 4 класи, селянин. Вивезений на спецпоселення в Омську область, де і помер. Дата і місце смерті ще не відомі.
65. ПУЛЬКА Петро — син Василя, 2.05.1925 р.н. Член Юнацтва ОУН. Селянин, неодружений. Освіта — початкова. З 1943 року служив і пройшов вишкіл в дивізії «Галичина». Пізніше був зв'язковим ОУН. Заарештований 28.07.1948 р. Засуджений Особливою нарадою при МГБ СССР 24.11.1948 р. на 10 років позбавлення волі. Звільнений з ув'язнення 5.07.1956 р. Реабілітований 24.03.1993 р.
66. ПУЛЬКА Степан — син Миколи, 1925 р.н., член ОУН з 1943 року. Освіта — 7 класів. Брав активну участь у громадському житті села. В 1944 році заарештований і засуджений органами НКВД. Загинув у таборі ГУЛАГу. Дата і місце смерті ще невідомі.
67. ПУНДИК Олексій — син Степана, 1924 р.н. Освіта — початкова. Проживав до арешту в с. Шишківці Кіцманського району Чернівецької області. Був робітником аеродрому. Заарештований 10.06.1944 р. Звинувачення: «Проводив антирадянську діяльність». 28.06.1945 р. направлений у спецтабір. 3.04.1948 року справу припинено. Працював ковалем у бурякорадгоспі в с. Новоселівка. Одружився з Ільчишин Марією.
68. ПУНДИК Параска — дочка Петра, 1925 р.н. Селянка. Освіта — 7 класів. Членкиня Юнацтва ОУН. Померла в Комі АРСР.
69. ПУНДИК Степан — син Дмитра, 1902 р.н. Селянин, одружений. Освіта — початкова. Заарештований 15.05.1944 р. Звинувачення: «Проводив антирадянську діяльність». 28.06.1945 р. направлений у спецтабір. 3.04.1948 р. справу припинено. Працював у колгоспі бригадиром. Помер 26.10.1975 р. Похований в селі.
70. ПУНДИК Федір — син Максима, 1892 р.н. Селянин. Освіта — початкова. Заарештований 15.06.1944 р. Звинувачення: «Проводив антирадянську діяльність». Помер 12.04.1945 р. в ув'язненні. Місце поховання — невідоме.
71. САГАЛЮК Василь — син Михайла, 1910 р.н. Селянин, одружений. Освіта — початкова. Нелегал, уникав від мобілізації в армію. Заарештований 15.05.1944 р. Направлений 30.04.1946 р. у спецтабір НКВД. Після звільнення з ув'язнення жив і помер в Городенці похований на цвинтарі. Реабілітований 22.06.1946 року.
72. САГАЛЮК Петро — син Миколи, 1905 р.н., член ОУН з 1942 року. Освіта — 4 класи, селянин. Арештований в 1944 році. Помер у дорозі біля Тлумача, коли його вели після катувань з Городенківської тюрми у Станіславську. Похований у с. Грушці, Тлумацького району.
73. САГАЛЮК Петро — син Михайла, 1906 р.н. Селянин. Освіта — початкова. Заарештований 15.05.1944 р. Звинувачення: «Проводив антирадянську пропаганду». Помер 29.09.1944 року в Станіславській тюрмі під час слідства. Місце поховання — невідоме.
74. СИДОРАК Антон — син Миколи, 1928 р.н., член Юнацтва ОУН з 1943 року. Освіта — 7 класів. В 1944 році сходить в УПА, де був у боївці «Крука» (з села Тишковці). Восени 1945 року в селі Королівці був поранений, хату, де жив, спалили, а його спіймали і засудили. Помер в таборах ГУЛАГу. Дата і місце смерті поки що невідомі.
75. СТАРКІВ Петро — син Степана (р.н. невідомий). Заарештований і засуджений в 1940 році. Дальша доля його невідома. Реабілітований посмертно 16.01.1989 р.
76. СТАРКІВ Федір — (по батькові — невідомо), р.н. приблизно 1918—1920, член ОУН з 1941 року. Освіта — 4 класи, селянин. В 1944 році зійшов у підпілля УПА і загинув у бою на Чернелицькому полі в 1946 році.
77. ТКАЧИК Параска — дочка Дмитра, 1931 р.н. Селянка. Освіта — середня. Заарештована 22.02.1951 р. Звинувачення: «Інформатор і зв'язкова ОУН». Засуджена Військовим трибуналом 25.04.1951 р. на 25 років позбавлення волі. Реабілітована 30.12.1993 р.
78. ХАРІВ Петро — син Дмитра, 1929 р.н., член Юнацтва ОУН з 1944 року, пс. «Мур». Освіта — 7 класів. 26.02.1946 р. заарештований. 10.06.1946 року засуджений на 10 років, був у таборах ГУЛАГу до 4.11.1954 року. Помер в селі 23 жовтня 1991 року. Реабілітований 10.12.1991 р.
79. ХАРУК (тепер — СОФРОНЮК) Ольга — дочка Василя, 1922 р.н. Учасниця Юнацтва ОУН, пс, «Рута». Селянка, неодружена. Нелегалка. Заарештована 9.08.1945 р. Звинувачення: "В березні 1945 р. вступила в ОУН, кур'єрка, псевдо «Рута». Слідство в КПЗ РВ НКВД міста Городенки проводив старший лейтенант Бардашов. Засуджена Військовим трибуналом 22.11.1945 р. за ст. 54-1 а на 10 років позбавлення волі з конфіскацією майна. Звільнена з ув'язнення 22.11.1954 р. Була ще на спецпоселенні півтора року. Одружилася.
80. ХАРУК Василь — син Петра, 1921 р.н., член ОУН з 1941 року, пс. «Хмара». Освіта — 7 класів, селянин. Працював станичним ОУН. 1944 року зійшов в підпілля і в «Печерах» села Королівки, щоб не здатися, живим в руки ворога, застрілився, Перезахоронений на цвинтарі 11.07.1993 р.
81. ХАРУК Євдокія — дочка Степана, 1918 р.н. Селянка. Освіта — початкова. Заарештована і померла у Станіславській тюрмі.
82. ХАРУК Микола — син Михайла, 1930 р.н., член Юнацтва ОУН з 1944 року, освіта — 7 класів. Загинув у підпіллі під час бою в селі Верхівцях. Дата смерті та місце захоронення поки що невідомі.
83. ХАРУК Микола — син Петра, 1930 р.н., симпатик ОУН. Закінчив сільську школу. Коли облавники на чолі з Скоморохом оточили його хату, то він разом з повстанцями, втікаючи з хати, був застрілений лейтенантом Скоморохом. Повстанцям вдалося втекти
84. ХАРУК Параска — дочка Василя, 1926 р.н. Учасниця Юнацтва ОУН, пс. «Рута». Селянка. Освіта початкова. Була зв'язковою ОУН. 24.05.1945 р. заарештована. Засуджена Військовим трибуналом 7.02.1947 р. на 10 років позбавлення волі, 5 років позбавлення прав з конфіскацією майна. Звільнена 25.05.1954 р. Реабілітована 12.02.1993 р.
85. ХАРУК Петро — син Григорія, 1930 р.н. Член Юнацтва ОУН. Селянин, неодружений. Освіта — 6 класів. Заарештований 1.03.1946 р. Звинувачення: «У січні 1945 р. вступив у Юнацьку ОУН, пс. „Лобода“. Переховував вогнепальну зброю, був учасником зборів». Засуджений Військовим трибуналом 10.06.1946 р. За ст.ст. 54-1 а, 54-11. Звільнений 5.03.1955 р. Реабілітований 30.09.1991 року.
86. ХАРУК Петро — син Михайла, 1901 р.н. Селянин, одружений. Освіта — початкова. Симпатик ОУН. Заарештований 22.06.1944 р. Звинувачення: "Брав участь у висипанні могили «Бійці за волю України». Помер під час слідства у Станіславській тюрмі 29.04.1945 року. Реабілітовано посмертно 30.04.1945 р.
87. ХАРУК Степан — син Василя. 1913 р.н. Селянин. Освіта — початкова. Забраний до червоної армії. Був рядовим 40 ГСП, 11 ГСД. Заарештований 9.01.1941 р. за те, що «Серед військовослужбовців проводив антирадянську агітацію». Засуджений 4.02.1945 р. Військовим трибуналом 11-ї ГСД на 10 років позбавлення волі, 5 років позбавлення прав, конфіскація майна. Реабілітований 28.03.1996 р.
88. ХАРУК Степан — син Петра, 1920 р.н., член ОУН з 1941 року, освіта — 7 класів, селянин. В 1944 році сходить в підпілля і в криївці в «Печерах» села Королівки, щоб не здатися ворогові живим, застрілився.
89. ХАРУК Степан — син Петра, 1920 р.н. Селянин. Освіта — початкова. Вояк УПА з 1944 р., пс. «Друзь». Нелегал. Захоплений і арештований 26.06.1944 р. Засуджений Військовим трибуналом 5.09.1944 року до розстрілу з конфіскацією майна. Місце поховання — невідоме. Реабілітований посмертно 18.02.1994 р.
90. ХРУНИК Катерина — дочка Михайла, 7.06.1925 р.н. Учасниця Юнацтва ОУН, пс. «Русалка». Селянка. Освіта — початкова. Заарештована 24.05.1945 р. за те, що «Член ОУН, пс. „Русалка“, зв'язкова ОУН». 22.04.1947 р. засуджена Військовим трибуналом на 4 роки позбавлення волі, 3 роки позбавлення прав. Звільнена з ув'язнення 10.05.1949 р. Реабілітована 13.03.1992 р.
91. ХРУНИК Микола — син Михайла, 1920 р.н. Селянин. Освіта — початкова. Вояк УПА з 1944 р. Заарештований 26.06.1944 р. Засуджений Військовим трибуналом 5.09.1944 р. на 20 років каторжних робіт, 5 років позбавлення прав з конфіскацією майна. Реабілітований 16.07.1992 р.
92. ХРУНИК Петро — син Михайла, 1910 р.н., симпатик ОУН. Освіта — 4 класи, селянин. В його хаті квартирували повстанці. Під час облави лейтенант КГБ Скоморох застрілив його сина Миколу, а його арештували. Військовий трибунал 14.07.1950 року засудив на 25 років позбавлення волі та 5 років позбавлення прав з конфіскацією майна. Перебував у таборах ГУЛАГу, а після звільнення повернувся в село, де і помер у 1991 році. Реабілітований посмертно 11.05.1992 р.
93. ЧОРНОПИСЬКА (до шлюбу Малий) Ольга — дочка Миколи, 12.04.1928 р.н. Селянка. Освіта — початкова. Заарештована 22.05.1945 р. за те, що вона «Член ОУН, кур'єрка ОУН». 3.06.1945 року етапована в спецтабір НКВД. Військовий трибунал 22.04.1947 р. засудив її на 3 роки позбавлення волі, 3 роки позбавлена у правах умовно. З-під варти звільнена 22.04.1947 р. Повернулася в село, одружилася. Реабілітова 2.11.1992 р.
94. ЧОРНОПИСЬКИЙ Микола — син Дмитра, 1928 р.н. Селянин, неодружений. Освіта — 6 класів. Член Юнацтва ОУН. Заарештований за «зв'язок з ОУН». Засуджений Військовим трибуналом 7.02.1947 р. на 10 років позбавлення волі, 5 років позбавлення прав з конфіскацією майна. Був у таборах на Колимі в Магаданській області. Після звільнення з ув'язнення реабілітований 25.11.1992 р.
95. ЧОРНОПИСЬКИЙ Микола — син Івана, 1898 р.н. Селянин. Освіта — початкова. Проживав у містечку Чернелиця. Колгоспник. Заарештований 1949 р. за те, що «був інформатором надрайонного проводу ОУН». Засуджений Військовим трибуналом 17.03.1949 р. на 25 років позбавлення волі, 5 років позбавлення прав з конфіскацією майна. Звільнений з ув'язнення 22.05.1956 р. Помер. Реабілітований посмертно 11.05.1992 р.
96. ЧОРНОПИСЬКИЙ Петро — син Івана. 1901 р.н. Селянин, одружений. Симпатик ОУН. Освіта — початкова. Заарештований 15.05.1944 р. за те, що "Брав участь у висипанні могили «Бійцям за волю України». 28.06.1945 р. направлений у спецтабір НКВД. Реабілітований 3.04.1948 р.
97. ЧОРНОПИСЬКИЙ Федір — син Дмитра, 1920 р.н,. член ОУН з 1941 року. Освіта — 6 класів, селянин. В 1945 році був арештований та засуджений органами НКВД. Строк відбував у таборах ГУЛАГу. Помер в 60-х роках.
98. ПІШАК Дмитро — син Михайла, 1930 р.н. Член Юнацтва ОУН. Селянин-одноосібник, неодружений, освіта — неповна середня. За допомогу підпіллю ОУН-УПА заарештований 18.03.1946 р. і засуджений Військовим трибуналом за ст. 20-54-1а, 54-11 на 10 років позбавлення волі з конфіскацією майна. Був у таборах в Архангельській області. Звільнений з ув'язнення 27.09.1954 р. Повернувся і жив у брата. Одруживсяв 1955 році. Був інвалідом, але працював ще трактористом. Помер в селі Новоселівка 29.01.1998 року. Реабілітований 29.01.1992 р.

## Вивезені на спецпоселення
ДЕМ'ЯНЧУК Василина — дочка Федора, 22.06.1903. р.н. Вивезена за сина. Померла в 2000 році в селі.
ДЕМ'ЯНЧУК Іван — син Григорія. Симпатик ОУН. Селянин, одружений. Освіта — початкова. За допомогу підпіллю ОУН і за сина Олексу; який був засуджений на 20 років каторги, вивезений на спецпоселення в Красноярський край. Працював на лісоповалах. Там і помер. Чи збереглася його могила — невідомо.
ДЕМ'ЯНЧУК Ілля — син Петра. Симпатик ОУН. Селянин, одружений. Освіта — початкова. За допомогу підпіллю ОУН вивезений на спецпоселення в Красноярський край. Працював там на лісоповалах. Після звільнення працював у колгоспі. Помер у селі і похований на цвинтарі.
ДЕМ'ЯНЧУК Михайло. Вивезений один за сина Петра в Красноярський край. Не витримавши тих умов, помер в 1945 році. Чи збереглась його могила — невідомо.
ІЛЬЧИШИН Михайло. Селянин, симпатик ОУН. Вивезений з дружиною Ганною за сина Дмитра в Красноярський край. Працювали на лісоповалі. Після звільнення зі спецпоселення повернулися в село. Працювали в колгоспі. Померли й поховані в селі.
КОВТЮК Анастасія — дочка Миколи. Симпатик ОУН. Селянка, одружена. Освіта — початкова. За чоловіка Івана вивезена на спецпоселення у Красноярський край. Після звільнення з ув'язнення, чоловіка її направили до неї на спецпоселення. Померла в Красноярському краї. Чи збереглась могила — невідомо.
КОЗОРІЗ Марія — дочка Федора, 1920 р.н. Селянка, одружена. Освіта — початкова. За чоловіка Миколу її з двома маленькими дітьми вивезли на спецпоселення у Печору (Комі АРСР).
КОСОВЕЦЬ (Данилюк) Марія — дочка Петра. 2.05.1927 р.н. Селянка. Народилася в с. Рашків, а тепер живе в с. Олієво-Королівці. Освіта — 6 класів. Вивезли на спецпоселення в 1942 р. у Казахстан. 20.08.1946 р. звільнена і 16.11.1946 р. прибула в с. Рашків. Одружилася у грудні 1946 р. і живе в селі.
КУБІЄВИЧ Ганна, вивезена за тата в Красноярський край. Там працювала на лісоповалі. Після ув'язнення повернулася в село. Померла і похована в селі.
МАКОГІН Степан — син Ілька, 20.09 1932 р.н. Вивезений в 1941 р. з батьками.
МАЛА Марія — дочка Григорія, 3.11.1931 р.н.
МАЛИЙ Марія — дочка Лавра, 1908 р.н. В 1947 р. вивезена на спецпоселення з чоловіком Петром за сина Івана, який був в ув'язненні. Після звільнення прибули в село. Померла в 1991 р. й похована на сільському цвинтарі.
МАЛИЙ Петро — син Дмитра, 1898 р.н. З дружиною Марією 1908 р. н. вивезені 14.10.1947 р. На спецпоселення в Сибір. Помер в селі 1988 року і похований на сільському цвинтарі.
МАР'ЯШ Василь, 1985 р.н. Симпатик ОУН. Селянин, одружений. Освіта — 4 класи. Вивезений разом із дружиною за сина Миколу у Красноярський край. Працювали на лісоповалі. Помер і похований на спецпоселенні у Красноярському краї. Дружина повернулася — померла в селі.
МАР'ЯШ Петро — син Лаврентія, 1891 р.н. Симпатик ОУН. Селянин, одружений. Освіта — початкова. За сина Степана, який був у підпіллі, його з дружиною і дочкою в 1946 році вивезли на спецпоселення в Сибір. Працювали на лісоповалі у Красноярському краї. Дочка Марія була заарештована і померла на спецпоселенні в Сибіру. Він теж там помер. Дружина повернулася й померла в селі.
МИХАЙЛЮК Марія — дочка Ілька, 14.12.1935 р.н. Вивезена в 1941 р.
ПЕТРУНЯК Іван Юрійович — 1933 р. н.
ПЕТРУНЯК Євдокія — дочка Петра, 24.02.1932 р.н. Вивезена.
ПИРІГ Дмитро, 1894 р.н., з дружиною вивезений на спецпоселення. Після звільнення зі спецпоселення повернулися в село. Померли й поховані в селі на цвинтарі.
ПИРІГ Іван, 1902 р.н. Симпатик ОУН. Селянин, одружений. Освіта — початкова. За синів Василя і Миколу, які пішли в підпілля, його з дружиною вивезли на спецпоселення у Красноярський край. Працювали на лісоповалі. В 1948 році помер. Чи збереглася його могила — невідомо
ПУЛЬКА Микола, 14.10.1947 року був вивезений з дружиною на спецпоселення в Омську область за сина Дмитра, який був заарештований органами НКВД. Після звільнення з ув'язнення сина Дмитра направили до них на спецпоселення, Всі троє повмирали й поховані в Омській області. Чи збереглись їхні могили — невідомо.
ПУЛЬКА Параска Луканівна — 1904 р. н.
ХАРУК Ганна — дочка Михайла, 1924 р.н. Симпатик ОУН. Селянка, одружена. Освіта — 6 класів. За чоловіка Степана, який пішов у підпілля, її з двомісячною дитиною вивезли на спецпоселення в Сибір. Дорогою її дитина померла у вагоні. Де її поховали — невідомо. З Красноярського краю їй вдалось втекти і добратися в село. Тут її заарештували і засудили на 5 років позбавлення волі. Після звільнення з ув'язнення повернулася в село. Тут її не прописували. Змусили виїхати на спецпоселення. Там вона зареєструвалася і під прізвищем Трофімова прибула знов у село й тоді її дозволили працювати в колгоспі. Померла в лютому 1995 року. Похована на сільському цвинтарі.
ХАРУК Григорій — син Івана, 1901 р.н., вивезений з дружиною Ганною на спецпоселення. Після звільнення повернулися в село. Померли в 1982 р. й поховані на сільському цвинтарі.
ХРУНИК Михайло — син Григорія. 1901 р.н. Симпатик ОУН. Селянин, одружений. Освіта — початкова. В 1946 році вивезений з дружиною та дочкою на спецпоселення за зятя Чорнописького Федора. Працювали у Красноярському краю на лісоповалі. Він і дружина померли на спецпоселенні. Чи збереглась його могила — невідомо.
ХРУНИК Михайло — син Григорія. 1901 р.н. Симпатик ОУН. Вивезений з дружиною в Красноярський край на спецпоселення. Не витримавши каторжної праці на лісоповалах, померли там. Чи збереглись їхні могили — невідомо.
ЧОРНОПИСЬКА (до шлюбу Хруник) Параска — дочка Михайла, 1921 р.н. Симпатик ОУН. Селянка, одружена. Допомагала підпіллю ОУН. В 1945 році її чоловіка Федора заарештували органи НКВД. Її з його батьками в 1946 році вивезли на спецпоеелення у Красноярський край. Працювали на лісоповалі. Поховала обох батьків у Красноярському краю. Після звільнення зі спецпоселення повернулися в село. Померла в 1971 році й похована на сільському цвинтарі.
ЧОРНОПИСЬКИЙ Василь — син Петра, 29.06.1928 р.н. Вивезли на спецпоеелення. Помер 2000 року.

## Спецпоселенці 1947 рік
- МАЛИЙ Петро Дмитрович – 1898 р.н.
- МАЛИЙ Марія Лаврівна – 1908 р.н.
- ПУЛЬКА Параска Лук'янівна – 1904 р.н.
- ПУЛЬКА Микола – 1901 р.н.
- ПЕТРУНЯК Іван Юрійович – 1933 р.н
- ПЕТРУНЯК Євдокія Петрівна – 1932 р.н.

## Вивезені в 1947 році в м. Омськ
Вивезені в Сибір: Грам'як Ганна (одружена з Грам'яком Василем Миколайовичем) вивезена у вересні 1944 р. в Іркутську область (Тайшетський район, село Топорок). Там і залишилась. Додому не поверталась.
Дем'янчук Ілько Степанович з дружиною (за сина Петра) був вивезений в 1944 р. в Іркутську область (Тайшетський район, село Топорок). Додому повернувся в 1952 р.
Дем'янчук Іван Григорович з дружиною і сином Федором (за сина Олексія) був вивезений у вересні 1944 року в Іркутську область (Тайшетський район, с. Топорок). Дем'янчук І. Г. помер там в 1945 р. Дружина з синами (туди з армії приїхали ще два сини — Микола і Григорій) повернулась в село в 1951 р.
Дружина Козоріза Миколи (за чоловіка) вивезена в 1944 р. з двома дітьми в Іркутську область. Там проживає і зараз.
Мар'яш Василь (за сина Миколу) був вивезений у вересні 1944 р. в Іркутську область (Тайшетський район, село Топорок). Повернувся в село з дружино 1956 р.
Старків Марія Іванівна (за чоловіка) була вивезена з сім'єю в 1940 р. у Казахстан (Семипалатинська область, станція Чарськ). Додому повернулась з 1947 р.
Ковтюк Анастасія Миколаївна (за чоловіка Івана) була вивезена в 1944 р. в Іркутську область. В наш час[коли?] проживає в Тайшеті.
Дружина Кубієвича Миколи (за чоловіка) вивезена з двома дітьми в Іркутську область (Тайшетський район, село Топорок). Там померла, діти залишились в Іркутській області.
Харук Ганна Степанівна (за чоловіка Степана) була вивезена у вересні 1944 р. в Іркутську область (Тайшетський район, село Топорок). У 1952 повернулась в село.
Дем'янчук Олексій Степанович — 1906 р.н. був арештований в 1945 році на 4 роки без суду. Відбув каторгу в Комі АССР.
Дем'янчук Настя Іванівна (дружина) — 1912 р.н. була вивезена в Комі АССР в 1945 році — по 1952 рік з двома дітьми.
Павлюк Анна М. — 1924 р.н. (у шлюбі Кривко) — вивезена в Сибір.
Ріжка Василь — 1926 р.н. був заарештований, але подальша доля невідома.
Паньків Петро, Паньків Степан і Паньків Василь Н. — арештовані і вивезені в Сибір.

## Список учасників Другої світової війни
с. Олієво-Королівки, с. Олієво-Корнів і с. Новоселівка.
```
1.	Баран А. М. – 1920 р.н.
2.	Баран М. Д. – 1920 р.н.
3.	Баран І. В. – 1923 р.н.
4.	Баран Й. М. – 1918 р.н.
5.	Баран С. Ф. – 1926 р.н.
6.	Баран М. О. – 1926 р.н.
7.	Берник М. П. – 1912 р.н.
8.	Виклюк Д. Ф. – 1910 р.н. 
9.	Випасняк П.Т. – 1922 р.н.
10.	Воробець Г. Д. – 1912 р.н.
11.	Грицик В. М. – 1919 р.н.
12.	Грицик М. Ф. – 1924 р.н.
13.	Грицик М. Ф. – 1919 р.н.
14.	Гурак Ф. О. – 1923 р.н.
15.	Гафтуник М. О. – 1912 р.н.
16.	Данилюк О. В. – 1921 р.н.
17.	Данилюк В. М. – 1922 р.н.
18.	Данилюк П. Г. – 1921 р.н.
19.	Дем'янчук Г. І. – 1925 р.н.
20.	Дем'янчук С.І. – 1919 р.н.
21.	Дем'янчук С. М. – 1910 р.н.
22.	Дем'янчук М.С. – 1914 р.н.
23.	Дем'янчук Й. М. – 1913 р.н.
24.	Дем'янчук М. Ф. – 1913 р.н.
25.	Дем'янів Ю. Д. – 1905 р.н.
26.	Дзьомбак Д. Ю. – 1926 р.н.
27.	Заячківський Д. Д. – 1917 р.н.
28.	Іванків Г. В. – 1913 р.н.
29.	Косовець Ф. М. – 1923 р.н.
30.	Кубієвич С. П. – 1926 р.н.
31.	Климкович І. Я. – 1912 р.н.
32.	Коломийчук М. П. – 1912 р.н.
33.	Липка І. М. – 1914 р.н.
34.	ЛоничМ. А. – 1918 р.н.
35.	Лемко В. В. – 1918 р.н.
36.	Макогін П. Ф. – 1921 р.н.
37.	Макогін П. М. – 1926 р.н.
38.	Макогін Д. В. – 1905 р.н.
39.	Макогін П. О. – 1921 р.н.
40.	Макогін В. О. – 1919 р.н.
41.	Малий Й. І. – 1914 р.н.
42.	Малий С. В. – 1926 р.н.
43.	Малий С. М. – 1926 р.н.
44.	Малий П. – 19 р.н.
45.	Мандич Д. Ф. – 1918 р.н.
46.	Мандич М. Д. – 1904 р.н.
47.	Мандрик І. Д. – 1917 р.н.
48.	Мандрик С. Д. – 1907 р.н.
49.	Масевич В. П. – 1917 р.н.
50.	Мороз О. П. – 1920 р.н.
51.	Мазур П. П. – 1920 р.н.
52.	Михайлич П. С. – 1921 р.н.
53.	Михайлюк С. І. – 1904 р.н.
54.	Михайлюк В. М. – 1904 р.н.
55.	Никорович Г. В. – 1909 р.н.
56.	Неїла М. Ф. – 1926 р.н.
57.	Паньків В. О. – 1919 р.н.
58.	Панків С. В. – 1912 р.н.
59.	Панків П. Д. – 1919 р.н.
60.	Паньків Ю. Д. – 1918 р.н.
61.	Панків М. Д. – 1921 р.н.
62.	Панчишин Д. І. – 1923 р.н.
63.	Калинчук П. В. – 1927 р.н.
64.	Пиріг А. П. – 1925 р.н.
65.	Пиріг С. В. – 1922 р.н.
66.	Пиріг П. В. – 1914 р.н.
67.	Пиріг М. М. – 1905 р.н.
68.	Пулька П. В. – 1925 р.н.
69.	Пулька І. В. – 1918 р.н.
70.	Пундик Д. П. – 1914 р.н.
71.	Піщак І. М. – 1920 р.н.
72.	Фіцик А. М. – 1925 р.н.
73.	Ротерман П. М. – 1923 р.н.
74.	Романів М. О. – 1924 р.н.
75.	Родимюк В.
76.	Слободян М. Д. – 1920 р.н.
77.	Салецький В. А. – 1918 р.н.
78.	Тимків І. В. – 1914 р.н.
79.	Харук Д. Ю. – 1905 р.н.
80.	Харук М.Ф. – 1921 р.н.
81.	Харук Ю. М. – 1923 р.н.
82.	Харук Ф. В. – 1920 р.н.
83.	Харук М. І. – 1905 р.н.
```

```
СПИСОК
жителів с. Олієво-Королівка, які були насильно
вивезені на примусові роботи до Німеччини в роки
Другої світової війни.
```

```
Прізвище, ім'я, по батькові      Рік      Час перебування             
                                 нар.     в Німеччині
НОВОСЕЛІВКА
1.	Семащук Федір Михайлович  1926      1942-1945
```

```
ОЛІЄВО-КОРОЛІВКА
1. Пазюк Степан Васильович       1922      1942-1945
2. Думанський Максим Миколайович 1921      1942-1945
3. Берник Антон Васильович       1922      1942-1945
4. Кривко Петро Васильович       1920      1942-1945
5. Хруник Микола Михайлович      1915      1942-1945
6. Витовський Михайло Іванович   1922      1942-1945
7. Масевич Микола Васильович     1920      1942-1945
8. Кривко Михайло Данилович      1924      1943-1945
9. Яцків Михайло Дмитрович       1925      1942-1945
10. Кубійович Михайло Петрович   1920      1939-1945
11. Дем'янів Юрій Данилович      1928      1939-1945
12. Маріяш Ілля Карпович         1916      1943-1945
13. Берник Микола Юрійович       1915      1943-1945
14. Івасюк Марія Миколаївна      1922      1942-1945
15. Масевич Анастасія Михайл.    1926      1942-1945
16. Пиріг Петро Іванович         1919      1942-1945
17. Паньків Ганна Ільківна       1921      1942-1945
18. Стасюк Іван Федорович        1922      1941-1945
19. Превдюк Анастасія Іванівна   1926      1942-1945
20. Бачинський Дмитро Петрович   1919      1942-1945
21. Дем'янчук Марія Іванівна     1922      1941-1945
22. Геферт Казимир Федорович     1920      1942-1945
23. Савіцький Дмитро Михайл.     1906      1942-1945
```

```
СПИСОК
сімей насильно переселених в 1945 році з ПНР
(Надсяння) в село Олієво-Королівку
1. Бобрик Данило з сім'єю.
2. Коба Іван з сім'єю. 
3. Кондуб Іван (Ґудзик) 1899 р.н. з сім'єю.
4. Куземко Емілія з сім'єю.
5. Заліщик Іван з сім'єю.
6. Заліщик Федір з сім'єю.
7. Зень Андрій з сім'єю.
8. Чарнецький Антон Сем. з сім'єю.
9. Чарнецький Олександр Сем. з сім'єю.
10. Тиш Йосиф Данилович з сім'єю.
11. Шостак Василь Іванович з сім'єю.
```

## Перепоховання в Олієво-Королівці
В Олієво-Королівці відбулося захоронення останків двох повстанців УПА: колишнього кущового провідника ОУН Харука Василя (псевдо «Хмара») та станичного села Маріяша Степана (псевдо «Дуб»), які, щоб не здатися ворогові живими, застрелилися в «Печерах» у травні 1944 року. Після оголошення мобілізації 3 травня 1944 року за вказівкою районного провідника ОУН «Ратая» (Морозевич Юліан, родом із с. Чернятин) кущовий провідник ОУН «Хмара» організував чоту із близько 40 хлопців, яка мала відійти до сотні і направитись в Карпати. Розділились на дві групи. Перша група, минаючи гарнізони, вийшла з села, а друга, у кількості 18 чоловік, залишилась в «Печерах». Але знайшовся сільський запроданець, який видав повстанців. Кагебісти раом з червонопогонниками оточили печеру і почали їх закидати шашками з отруйним газом. Повстанці не здавались. Коли вже не було іншого виходу, «Хмара» заявив, що він живим не здається: «Я стріляюсь, краще померти стоячи, ніж жити в неволі на колінах». І застрелився. Так само зробив «Граб» та Дем'янчук Петро, але останній, хоч був важко поранений в голову, був забраний чекістами ще живим. Дорогою кагебісти забили його прикладами і закололи багнетами, а тіло викинули між Королівкою та Рашковим. Через деякий час рідні захоронили його на цвинтарі в селі. Більше половини з тих, яких захопили без свідомості, потім загинула в Снятинській та Станіславській тюрмах.
Тільки два повстанці — Ковтюк Іван та Чорнописький Федір, — пройшовши через це пекло та табори ГУЛАГу, повернулись додому. Однак Ковтюка не приписали і він помер на спецпоселенню. Чорнописький помер у селі.
На захоронення вояків УПА «Хмари» та «Дуба» зібрались мешканці села та делегації з Тишківців, Торговиці, Копачинців, Кунисівців, Вільхівців, Поточища, Глушкова, Чернятина, Серафинців, Чортівця та інших сіл. З Городенки прибула чота Братства УПА, представники Меморіалу, товариства політв'язнів та репресованих, Демократичної партії, Руху, «Со Українок», міського та районного Товариства української мови імені Т.Шевченка "Просвіта; Біля церкви відправили панахиду митрофорний протоієрей Михайло та священик села Сергій. Потім процесія направилась до пам'ятника Борцям за воля України, де відбулась панахида та траурне віче, на якому виступив голова сільської ради Микола Яцків. Від мешканців села мав слово колишній політв'язень ГУЛАГу Іван Малий, який переказав розповідь очевидців про останні хвилини життя цих героїв та про тих, які загинули в тюрмах і таборах. Від Братства УПА виступив Михайло Лазорко. Дівочий ансамбль «Веселка» Городенківєького міського Товариства української мови імені Т. Шевченка «Просвіта» виконав пісню «Ви жертвою в бою нерівнім лягли» та інші повстанські твори. Виступив також учитель Росохацької школи Андрій Туць — член районного ТУМу ім. Шевченка «Просвіта». Далі процесія направилась на цвинтар, де біля могили героїв з промовами виступили отець Сергій і голова районного ТУМу імені Т. Шевченка «Просвіта» Ганна Грищук. Після похорону біля могили сільські хори відспівали Вічну пам'ять та повстанські стрілецькі пісні. Ще довго не розходилась громада і згадувала ті важкі повоєнні часи, коли починалися Національно-визвольний рух і боротьба за Українську самостійну соборну державу на терені Городенківського району. Жаль, що в цих похоронах не взяли активної участі молодь та діти Олієво-Королівської школи, а це їм розбудовувати нашу Україну.
Дівчата мої, каторжанки!
І. Малий.
Відразу після нового року в Олієво-Королівку налетіли червонопогонники. Почалися масові арешти нацюнально свідомих людей, патріотів села. Нас, семеро молодих хлопців, забрали 1 березня й уже в серпні цього ж, 1946-го, року етапували зі львівської пересильної тюрми у Кіровську область. Ми розмістилися в 9 таборі, дівчата — у 16. Працювали на лісозаготівельних роботах. Сирість, голод, непосильна праця скоро зморили невільників, з людей лишилися одні скелети. Дехто падав і вже більше не вставав. Незабаром почали масово вмирати. Тоді хворих і немічних відправили до лікарні. Тут чоловіки перебували разом із жінками. То й не дивно, що поруч розміщався й пологовий будинок, де наші дівчата народжували дітей, яких потім від них забирали й виховували яничарами. Дуже просто виходило: після народження дитини матері дозволялося бути з нею лише шість місяців, а далі — знову табори, тяжка, непосильна праця. Немовля ж лишалося в дитбудинку, свою матір могло побачити лиш вряди-годи. Траплялося, матері забирали своїх дітей десь через 10-15 років, коли в хлопчиків чи дівчаток вже був сформований характер і вони називали батьків «ворогами народу». Сьогодні я собі думаю: чи була потрібна така мука нашим жінкам? І доходжу гіркого висновку: наші дівчата, знаючи, що після довголітньої каторги вже не зможуть родити, родили в таборах. Якось на моїх очах старенька ненька з плачем докоряла своїй дочці за те, що та в неволі зважилася на такий крок.
- Що ти наробила, Василинко! — кричала вона в розпачі.
Василинка знітилася, гірко заридала й відповіла:
- А що мені лишається? Заки вийду на волю, то й горбатою стану, а так матиму на старість змогу до когось прихилитись…
Може, й має тепер Василинка до кого прихилитися, якщо не загинула в Сибіру. І якщо донечка Надійка не зреклася її, як «ворога народу…»
… Коли я трохи поправився, то знову потрапив до табору. Щоб дістати якусь легку роботу, прикинувся глухонімим. Після багатьох перевірок направили мене до швейної майстерні, де латав одіж із в'язнів. Вечорами навідувався до чернятинських дівчат Ганнусі Сторощук та Марійки Паращук, з якими мене звела знайома із Корнева Анастасія Сивків. Із Ганнусею десь у 80-х роках, вже на волі, я зустрічався. Вона розповідала, що теж «не засиділася в дівках» — народила трьох синів, два з них тепер живуть на Донеччині, а третій — у Тернополі. Й вона біля нього… Довгого віку тобі, Ганнусю! І щастя — хоч трошки…
Знав я в неволі й Олю Пастух. Родом вона була з Тернополя. Часто згадую її. І серце крається від болю. У той далекий-далекий день, коли ми були в бараку самі, вона в якомусь розпачі підійшла до мене, пригорнулася й стала цілувати. А я стояв розгублений. Ні словом, ні подихом не відповів на її ніжний порив. Як зайшли дівчата, Оля й пожалілася:
- Дивіться, я його обіймаю, цілую, а він, мов пам'ятник з граніту…
Сказала, й пішла на роботу. Й більше не повернулася — на лісоповалі її вбила сосна …
Боже! Скільки вас, дівчата, лягло кістьми по мерзлих Сибірах?